# 库特日
库特日（法語：Couteuges，法語發音：[kutøʒ]）是法国上卢瓦尔省的一个市镇，属于布里尤德区。

## 地理
库特日（45°11'16"N, 3°29'52"E）面积10.34 平方千米，位于法国奥弗涅-罗讷-阿尔卑斯大区上盧瓦爾省，该省份为法国中南部省份，北起多姆山省和卢瓦尔省，西接康塔爾省，南至洛泽尔省，东临阿尔代什省。
与库特日接壤的市镇（或旧市镇、城区）包括：塞尔扎、阿列河畔马泽拉、波拉盖、圣乔治多拉克、圣普里瓦迪德拉贡、萨尔聚。

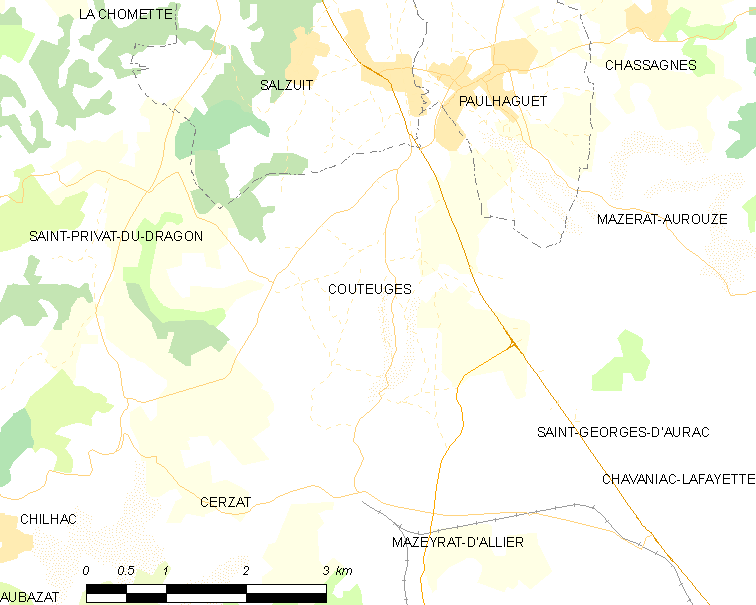
库特日的OSM定位图

库特日的时区为UTC+01:00、UTC+02:00（夏令时）。

## 行政
库特日的邮政编码为43230，INSEE市镇编码为43079。

## 政治
库特日所属的省级选区为拉法耶特地区县。

## 人口

1962-2008年间库特日人口变化图示

库特日于2022年1月1日时的人口数量为286人。